# HD 168069
HD 168069, TOI-4443 — одиночная звезда в созвездии Геркулеса на расстоянии приблизительно 183 световых лет (около 56 парсек) от Солнца. Визуальная звёздная величина звезды — +8,49m. Возраст звезды определён как около 2,2 млрд лет.
Вокруг звезды обращается, как минимум, одна планета.

## Характеристики
HD 168069 — жёлтый карлик спектрального класса G0. Масса — около 0,995 солнечной, радиус — около 1,019 солнечного, светимость — около 1,06 солнечной. Эффективная температура — около 5745 K.

## Планетная система
В 2024 году группой астрономов, работающих в рамках программы TESS, было объявлено об открытии планеты TOI-4443 b.